# صيغة بريس-شيشتر
صيغة بريس – شيشتر Press–Schechter formalism، هي نموذج رياضي للتنبؤ بعدد الكائنات أو البنى (مثل المجرات أو عناقيد المجرات أو هالات المادة المظلمة) ذات كتلة معينة داخل حجم معين من الكون، وقد تمَّ تقديم هذه الصيغة في ورقة علمية شهيرة كتبها العالمان الأمريكيَّان ويليام بريس وباول شيشتر عام 1974.

## خلفية
بحسب جميع النماذج الكونية للمادة المظلمة الباردة، فإنَّ الاضطراب وعدم الاستقرار كان يهيمن على الكون في الأوقات المبكرة للغاية من عمره، فعلى سبيل المثال واعتماداً على التقلبات الكمومية خلال فترة تضخم الكون كانت الاضطرابات جماعية وسائدة وزادت بشكل خطي، وتطلَّب الأمر فترة طويلة من الزمن حتى انهارت الاضطرابات فعلياً لتُشكل مجرات أو عناقيد المجرات، فيما أصبح يعرف في علم الفيزياء الكونية بالهيكل الهرمي.
إنَّ المادة المظلمة هي مادة افتُرض وجودها لتفسير جزء كبير من كتلة الكون، لا يمكن رؤية هذه المادة بشكل مباشر باستخدام التلسكوبات لأنها لا تصدر ولا تمتص الضوء أو أي إشعاع كهرومغناطيسي آخر، ولكن استنتاج وجودها يعتمد على تأثيراتها على المادة المرئية بفضل قوة الجاذبية، وهي تشكل نحو 85% من مجمل كتلة الكون، وكان جان أورت هو أول من افترض وجود المادة المظلمة عام 1932 وذلك عند حسابه لسرعات دوران النجوم في مجرة درب التبانة، وتبعه بعد ذلك عدد كبير من العلماء، ويفترض أنَّ المادة المظلمة تتكون بشكلٍ أساسي من جزيئات تحت ذرية غير محددة حتى الآن، وبالرغم من قبول المجتمع العلمي اليوم لفرضية وجود المادة المظلمة فقد اقترحت العديد من النظريات البديلة لشرح الشذوذ الذي من أجله افترض وجود المادة المظلمة، ولكن يبقى التفسير الأكثر قبولاً لهذه الظواهر هو أن المادة المظلمة موجودة وتتكون على الأرجح من جسيمات ثقيلة تتفاعل من خلال قوة الجاذبية وربما القوة النووية الضعيفة.